# Clavella squamigera
Clavella squamigera är en kräftdjursart som beskrevs av C. B. Wilson 1915. Clavella squamigera ingår i släktet Clavella och familjen Lernaeopodidae. Inga underarter finns listade i Catalogue of Life.